# 小垂枝石松
小垂枝石松（学名：Lycopodium salvinioides）为石松科石松属下的一个种。

## 扩展阅读
- 維基物種上的相關：小垂枝石松